# Amaury Sport Organisation
Amaury Sport Organisation (ASO)  är ett privatägt företag grundat 1992 som är en del av den franska mediagruppen EPA (Éditions Philippe Amaury - som bland annat ger ut sporttidningarna L'Équipe, France Football och Vélo Magazine, samt dagstidningen Le Parisien). ASO arrangerar sportevenemang bland vilka märks cykeltävlingar som Tour de France, Vuelta a España och Paris-Roubaix, Dakarrallyt, Marathon de Paris, seglingen Tour de France à la voile samt golftävlingarna Open de France och Open de France Dames. Sammanlagt arrangerar ASO 90 evenemang i 25 länder. Företaget har sitt huvudkontor i parisförorten Issy-les-Moulineaux och dess styrelsordförande sedan 2008 är grundaren Philippe Amaurys son, Jean-Étienne Amaury. 2017 omsatte ASO 226 237 844 €.

## Cykeltävlingar arrangerade av ASO
ASO är världens största arrangör av cykeltävlingar.
| \| UCI World Tour - Critérium du Dauphiné - Eschborn-Frankfurt - La Flèche Wallonne - Liège–Bastogne–Liège - Paris–Nice - Paris–Roubaix - Tour de France - Volta a Catalunya - Vuelta a España \| UCI ProSeries - Arctic Race of Norway - Deutschland Tour - Paris-Tours - Tour of Oman UCI Europe Tour - Bemer Cyclassic - Tour de l'Avenir (U23) \| UCI Asia Tour - AlUla Tour - Muscat Classic UCI Women's World Tour - Tour de France Femmes - La Flèche Wallonne Femmes - Paris–Roubaix Femmes - La Vuelta Femina - Liège–Bastogne–Liège Femmes \| | - Critérium International - Tour of Beijing - Tour of California - Tour de Picardie - Tour of Qatar Ladies Tour of Qatar - Tour de Yorkshire Women's Tour de Yorkshire - World Ports Classic | |
| UCI World Tour - Critérium du Dauphiné - Eschborn-Frankfurt - La Flèche Wallonne - Liège–Bastogne–Liège - Paris–Nice - Paris–Roubaix - Tour de France - Volta a Catalunya - Vuelta a España | UCI ProSeries - Arctic Race of Norway - Deutschland Tour - Paris-Tours - Tour of Oman UCI Europe Tour - Bemer Cyclassic - Tour de l'Avenir (U23)                                             | UCI Asia Tour - AlUla Tour - Muscat Classic UCI Women's World Tour - Tour de France Femmes - La Flèche Wallonne Femmes - Paris–Roubaix Femmes - La Vuelta Femina - Liège–Bastogne–Liège Femmes |